# Bärön, Årjäng
Bärön är en ö om cirka 28 hektar i sjön Foxen−Stora Le belägen cirka fem kilometer söder om Västra Fågelviks kyrka i Årjängs kommun.
Bärön var bebodd fram till 1900-talets första hälft.
1994 hittades på öns nordvästra sida hällmålningar. Målningen består av två grupper med fem målade figurer som har skett med rödhaltig röd ockrafärg och djurfett.